# جائزة مونتريال الكبرى للدراجات 2017
جائزة مونتريال الكبرى للدراجات 2017 (بالإنجليزية: 2017 Grand Prix Cycliste de Montréal)‏ هو سباق دراجات هوائية، وهو الموسم رقم 8 من السباق، وأقيم في 10 سبتمبر 2017، وامتدّ لمسافة 205.7 كيلومتر، وهو أحد سباقات طواف العالم للدراجات 2017، وقد شارك في السباق 160 متسابقاً ووصل إلى نهايته 101 متسابقاً.
فاز فيه بالمركز الأول دييغو يليسي، وبالمركز الثاني خيسوس هييرادة، وبالمركز الثالث توم جيلتا سلاتر.

## الفرق
| فرق عالمية (18)- AG2R La Mondiale - Astana - Bahrain-Merida - BMC Racing Team - Bora-Hansgrohe - Cannondale-Drapac - FDJ - Lotto-Soudal - Movistar Team - Orica-Scott - Quick-Step Floors - Dimension Data - Katusha-Alpecin - Lotto NL-Jumbo - سكاي - سنويب - Trek-Segafredo - UAE Team Emirates فريق قاري محترف- Israel Cycling Academy فريق وطني- فريق كندا لركوب الدراجات للرجال 2017‏ |  |
| |  |

## التصنيف العام النهائي
| التصنيف العام | التصنيف العام   | التصنيف العام | التصنيف العام   | التصنيف العام |        |
| الدراج        | الدراج          | البلد         | الفريق          | الوقت         | السرعة |
| ------------- | --------------- | ------------- | --------------- | ------------- | ------ |
| 1.            | دييغو يليسي     | إيطاليا       | فريق الإمارات   | 5 س 22 د 29 ث |        |
| 2.            | خيسوس هييرادة   | إسبانيا       | موفيستار        | + 0 ث         |        |
| 3.            | توم جيلتا سلاتر | هولندا        | كانونديل دراباك | + 0 ث         |        |
| 4.            | يان باكيلانتس   | بلجيكا        | أيه إل أم       | + 0 ث         |        |
| 5.            | باوك موليما     | هولندا        | تريك سيغافريدو  | + 6 ث         |        |
| 6.            | توني قالوبا     | فرنسا         | لوتو سودال      | + 11 ث        |        |
| 7.            | جريج فان أفرمت  | بلجيكا        | بي إم سي راسينغ | + 16 ث        |        |
| 8.            | مايكل ماثيوز    | أستراليا      | سنويب           | + 16 ث        |        |
| 9.            | بيتر ساجان      | سلوفاكيا      | بورا هانسغروه   | + 16 ث        |        |
| 10.           | سيب فانمارك     | بلجيكا        | كانونديل دراباك | + 16 ث        |        |

## وصلات خارجية
- الموقع الرسمي
- جائزة مونتريال الكبرى للدراجات 2017 على موقع إحصائيات الدراجات الإحترافية (الإنجليزية)